# Fat Pat
Fat Pat  (* 4. Dezember 1970 in Houston, Texas; † 3. Februar 1998 ebenda; bürgerlich Patrick Lamark Hawkins) war ein US-amerikanischer Rapper. Er wurde als Mitglied der Hip-Hop-Formationen Screwed Up Click und Dead End Alliance bekannt. Fat Pat nutzte auch die Pseudonyme Mr. Fat Pat und P-A-T.

## Biografie
Fat Pat stammte aus Houston, wo er dieselbe High School besuchte wie K-Rino. Er bildete gemeinsam mit seinem Bruder Big Hawk und DJ Screw die Gruppe Dead End Alliance. Die drei Hip-Hop-Musiker waren zudem in der Screwed Up Click organisiert, zu der eine Vielzahl an Rappern gehörten, darunter etwa Big Pokey, Big Moe, Lil Keke, Z-Ro, Trae und Lil’ Flip.
Als Solokünstler erhielt Pat einen Vertrag bei dem 1997 gegründeten Musiklabel Wreckshop Records. Für dieses nahm der Rapper sein erstes Album Ghetto Dreams auf. Kurz vor der Veröffentlichung des Albums wurde Fat Pat am 3. Februar 1998 nach der Auszahlung eines Honorars erschossen. Am 17. März 1998 erschien Ghetto Dreams über Wreckshop Records. Die Veröffentlichung wurde im Rahmen einer sogenannten „Release-Party“ gefeiert. An dieser nahmen verschiedene Hip-Hop-Musiker wie Scarface, Willie D, Lil’ Keke, DJ Screw, The Botany Boys und South Park Mexican teil. Im selben Jahr wurde über Wreckshop Records auch das zweite Soloalbum Throwed in da Game sowie das Album der Screwed Up Click Screwed for Life veröffentlicht. 
1999 erschien das Debütalbum des texanischen Rappers Lil’ Troy Sittin’ Fat Down South. Aus diesem wurde der Song Wanna Be a Baller mit Fat Pat und Big Hawk als Single ausgekoppelt. In den US-amerikanischen Single-Charts erreichte diese die Position 70. 2001 folgte ein Best-of-Album Fat Pats über Wreckshop Records. Drei weitere Album-Veröffentlichungen erschienen über die Plattenfirma der Screwed Up Click.
Fat Pats Bruder Big Hawk wurde 2006 ebenfalls ermordet. Eine Reihe der Mitglieder der Screwed Up Click sind bereits früh verstorben, so verstarb DJ Screw 2000 an einer Überdosis Codein und Big Moe an den Folgen eines Herzinfarkts im Jahr 2007. Der unter dem Namen Paul Wall bekannte Rapper Paul Michael Slayton benannte zu Ehren Fat Pats seinen 2006 geborenen Sohn William Patrick Slayton. Durch seinen Tod im Alter von 27 Jahren wird Fat Pat zum erweiterten Kreis des Klub 27, der Gruppe von Musikern, die mit 27 Jahren starben, zugerechnet.

## Diskografie
Alben
- 1998: Ghetto Dreams
- 1998: Throwed In da Game
- 1998: Screwed for Life (mit Screwed Up Click)
- 2001: Fat Pat’s Greatest Hits
- 2004: Since the Gray Tapes
- 2005: Since the Gray Tapes Vol. 2
- 2008: I Had a Ghetto Dream

Singles
- 1998: Tops Drop
- 1999: 25 Lighters (DJ DMD featuring Lil’ Keke und Fat Pat)
- 1999: Wanna Be a Baller (Lil Troy featuring Fat Pat und Big Hawk)
- 2006: Swang (Trae featuring Fat Pat und Big Hawk)